# Dilj Planina
Dilj Planina är en bergskedja i Kroatien. Den ligger i den östra delen av landet, 180 km öster om huvudstaden Zagreb.
Dilj Planina sträcker sig 31 km i öst-västlig riktning. Den högsta toppen är Cinkovac, 469 meter över havet.
Topografiskt ingår följande toppar i Dilj Planina:
- Babina Glava
- Cinkovac
- Ciprovac
- Ćosinac
- Dana
- Dobrovac
- Fjerić
- Galjevo
- Grac
- Gradina
- Grbavka
- Ivanjića Brdo
- Jagodnjača
- Kesten
- Knježica
- Lepovinka
- Marića Brdo
- Obriščica
- Okrugljak
- Orlovac
- Osovlje
- Pametni Hrast
- Pavlovo Brdo
- Počivaljka
- Puavice
- Rajzerov Sto
- Reštak
- Ruščik
- Šarulje
- Selinštine
- Sokolovac
- Starac
- Sveti Luka
- Sveti Martin
- Varoš
- Vidovo Brdo
- Vilovnice
- Zavinje